# باقباقتی
باقباقتی (به قزاقی: Baqbaqty) یک منطقهٔ مسکونی در قزاقستان است که در شهرستان بالخاش واقع شده‌است.